# Savoryella verrucosa
Savoryella verrucosa är en svampart som beskrevs av Minoura & T. Muroi 1978. Savoryella verrucosa ingår i släktet Savoryella, klassen Sordariomycetes, divisionen sporsäcksvampar och riket svampar.   Inga underarter finns listade i Catalogue of Life.